# HMAS Protector (ASR 241)
Pour les autres navires du même nom, voir HMAS Protector.
Le HMAS Protector (ASR 241) est un navire de la Royal Australian Navy, il s'agit d'un navire d'essai et de sauvetage pour sous-marins. Construit en 1984, le navire s'appelle tout d'abord le MV Blue Nabilla, il est alors utilisé par le National Safety Council of Australia (en). Il est acquis par le la Royal Australian Navy en 1990 pour la surveillance, la plongée et comme navire de support. Au cours de sa carrière militaire le Protector a servi lors des essais en mer des sous-marins de la classe Collins. Il a aussi notamment servi lors des recherches de l'épave du croiseur de la Seconde Guerre mondiale le HMAS Sydney. Le navire est sorti de la flotte de la Royal Australian Navy en 1998 et vendu à Defence Maritime Services. Il est alors renommé Seahorse Horizon, il opère alors à Creswell comme navire d'entrainement.